# Jakob Louis Heinrich Sobieski

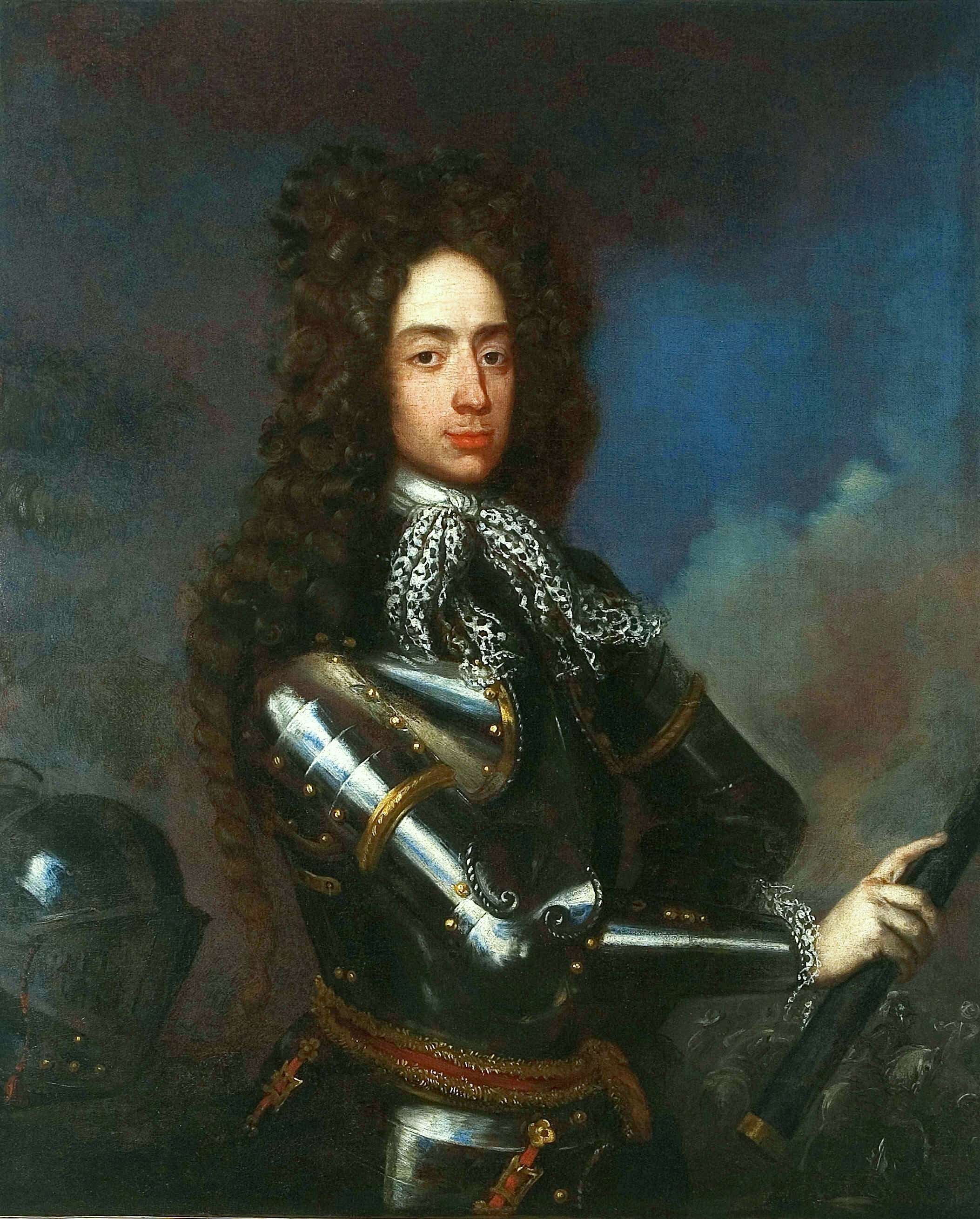
Jakub Ludwik Henryk Sobieski

Jakob Louis Heinrich Sobieski (polnisch Jakub Ludwik Henryk Sobieski; * 2. November 1667 in Paris; † 19. Dezember 1737 in Żółkiew, heute Schowkwa in der Ukraine) war ein polnischer Adliger und Thronprätendent auf den Thron Polen-Litauen. Zudem war er Mitglied des Ordens vom Goldenen Vlies.

## Leben
Prinz Jakob Sobieski wurde 1667 in Paris als Sohn des Hetmans Johann III. Sobieski und der Gräfin Marie Casimire Louise de la Grange d’Arquien geboren. Im Jahre 1683 nahm er zusammen mit seinem Vater, der 1674 König von Polen geworden war, an der Schlacht am Kahlenberg vor Wien gegen die Osmanen teil.
1691 heiratete er Hedwig Elisabeth Amelia von Pfalz-Neuburg, die Tochter des Kurfürsten Wilhelm von der Pfalz. Im selben Jahr verpfändete ihm sein Schwager Kaiser Leopold I. in seiner Eigenschaft als König von Böhmen das Gebiet des Fürstentums Ohlau. In Ohlau, wo er 1706 die katholische Rochuskapelle errichten ließ, hielt sich Sobieski mehrmals auf dem Schloss auf.
Nach dem Tode seines Vaters 1696 bewarben sich achtzehn Kandidaten um den polnischen Thron. Familienrivalitäten verhinderten die Wahl Jakobs, obwohl er von Österreich unterstützt wurde. Seine eigene Mutter, Marie Casimire, zog ihren Schwiegersohn vor, den Kurfürsten von Bayern. Ludwig XIV. von Frankreich warb für Fürst Louis von Conti.
Friedrich August der Starke, Kurfürst von Sachsen, wurde dann als August II. am 1. September 1697 auch König von Polen, nachdem er zum Katholizismus übergetreten war.
Es war das erste Mal, dass der Sohn eines verstorbenen Königs nicht als Nachfolger gewählt wurde.
Obwohl ihm nicht die Regentschaft über Ohlau übertragen worden war, nannte er sich nach der erfolglosen Bewerbung um den polnischen Thron Herzog von Ohlau.
Erneute Versuche Jakobs, nach der Absetzung von August II. während des Großen Nordischen Kriegs den polnischen Thron zu erlangen, vereitelte August, indem er Jakob und seinen jüngeren Bruder Konstantin am 27. Februar 1704 gefangen nahm und bis zum Frieden von Altranstädt 1706 auf der Pleißenburg in Leipzig und der Festung Königstein festhielt.
Prinz Jakob Sobieski starb am 19. Dezember 1737 in Żółkiew und wurde dort begraben. Das an ihn verpfändet gewesene Ohlau fiel an den böhmischen Landesherrn zurück.

## Familie
Seiner Ehe mit Hedwig Elisabeth Amelia von Pfalz-Neuburg entstammten folgende Kinder:
- Maria Leopoldina (1693–1695)
- Maria Casimira (1695–1723), Nonne
- Maria Karoline (Marie Charlotte) (1697–1740), heiratete Charles Godefroi de La Tour d’Auvergne, Duc de Bouillon (1706–1771)
- Maria Clementina (1702–1735), heiratete James Francis Edward Stuart, englischer Thronprätendent, Sohn des Königs Jakob II. von England
- Maria Magdalena (1704–1704)